# Ганноверский музей трамваев
Ганноверский музей трамваев (нем. Hannoversches Straßenbahn-Museum) — частный музей трамваев в городе Зенде к юго-востоку от города Ганновер (Германия).

## История
На современной территории музея в период с 1897-го по 1920-е годы располагался рудник по добыче калийной соли, затем, во время Второй мировой войны, — завод по производству боеприпасов. После войны территория использовалась британскими войсками и Бундесвером. В 1973—1974 годах территория была освобождена.
Музей открыт в 1987 году на основе коллекции, собираемой с 1970-х годов. Изначально коллекция включала в себя более 350 трамваев, автобусов и троллейбусов. Со временем некоторые экспонаты были переданы в другие музеи и частные коллекции. В результате многолетнего нахождения под открытым небом многие экспонаты прошли в негодность.
В то же время, музей проводит реставрацию и ремонт существующих экземпляров. В 1990—1991 и 2008 годах в музее были построены новые крытые выставочные помещения для защиты коллекции от воздействия окружающей среды.

## Экспонаты
В музее представлено около 100 трамваев. Основными экспонатами являются немецкие трамваи различных годов. Помимо этого представлена конка, вагон Вуппертальского подвесного трамвая, а также вагон первой серии Будапештского метрополитена, который является самым старым метрополитеном в мире после лондонского.

## Развлечения
Посетителям музея предоставляется возможность самостоятельно управлять трамваем: с помощью симулятора, либо в течение пятнадцатиминутной поездки на настоящем учебном трамвае DUEWAG 1955 года выпуска, под наблюдением инструктора. Каждый участник по окончании поездки получает сертификат.

## Фотографии

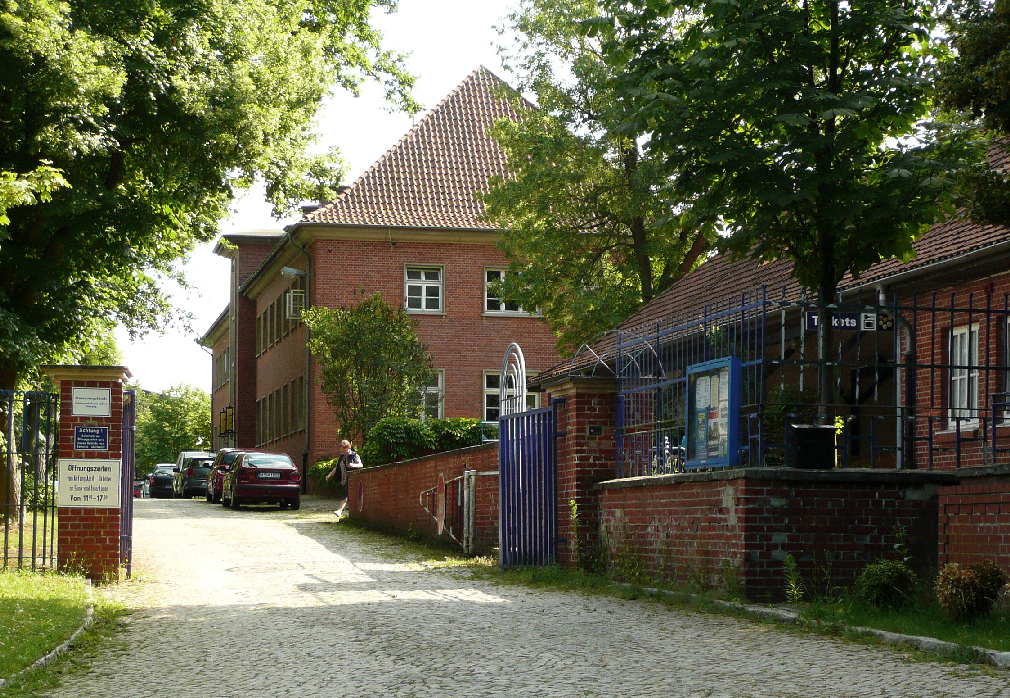
Вход в музей
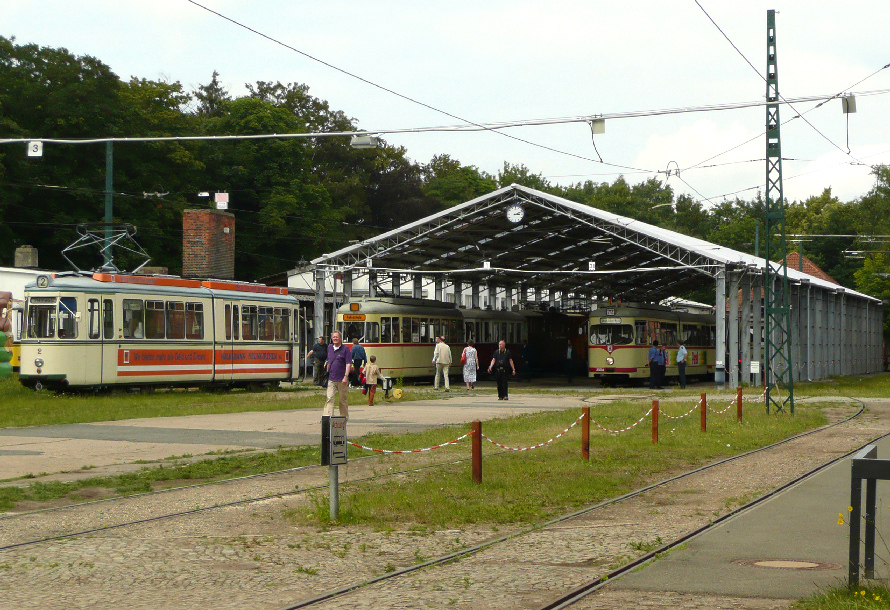
Территория музея
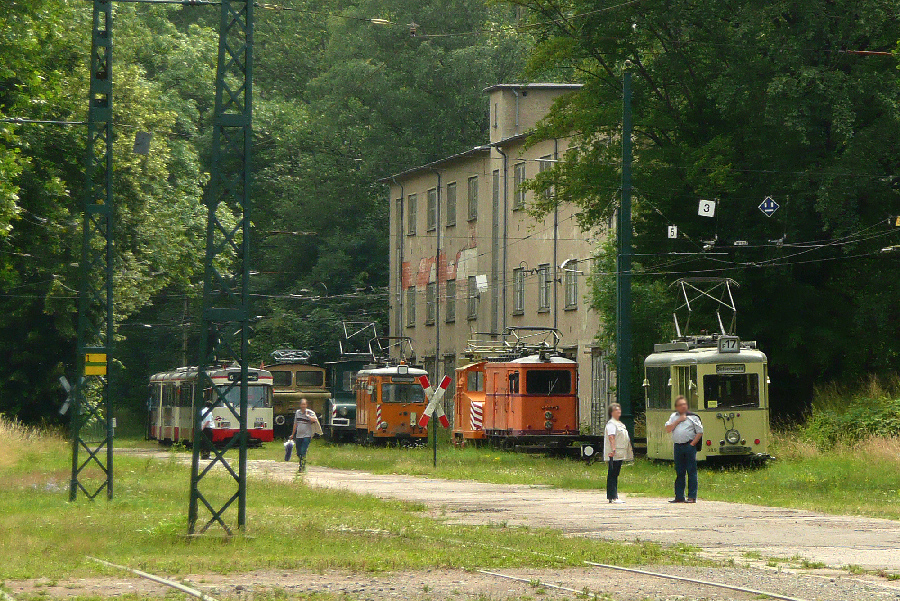
Вид на экспонаты
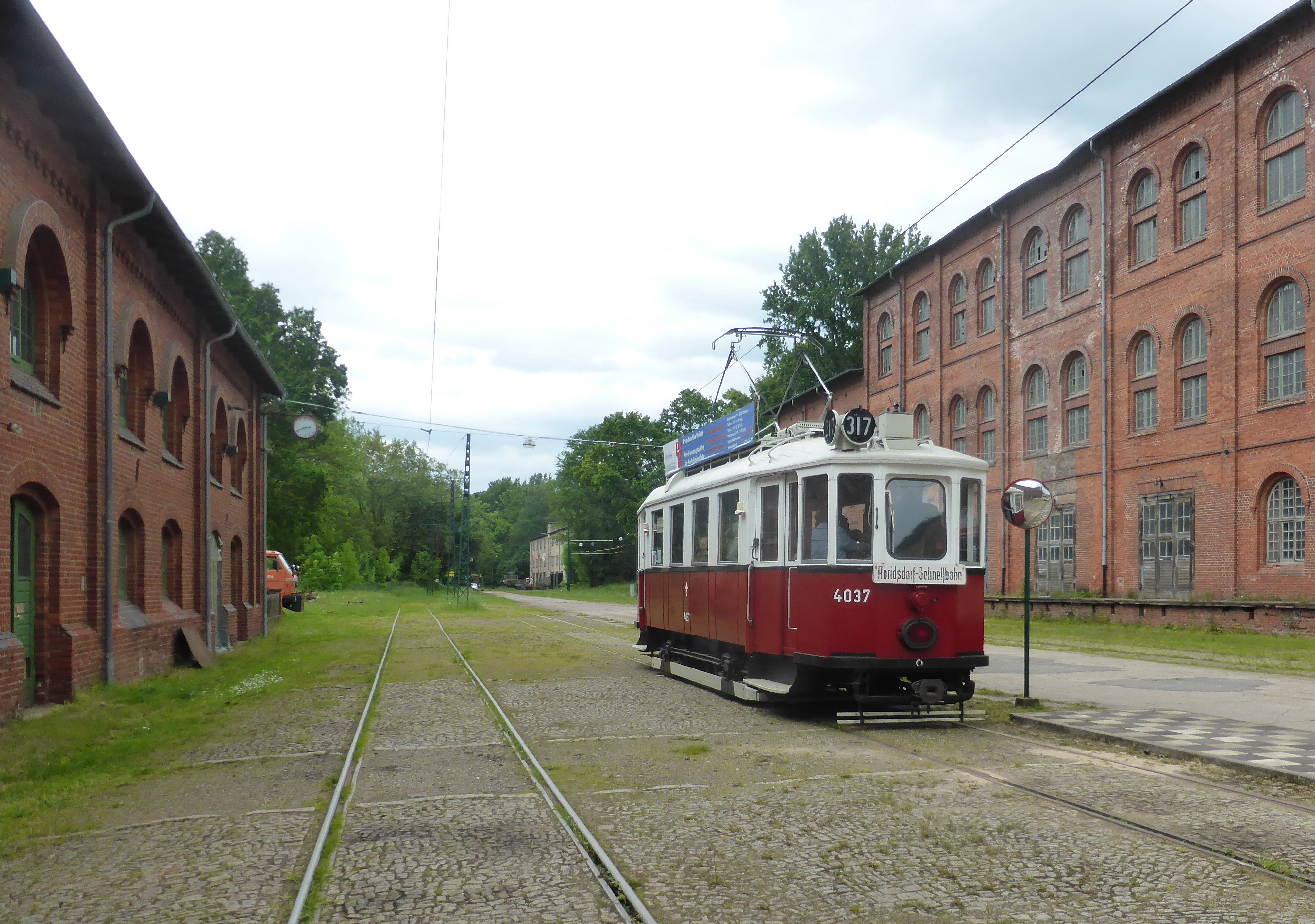
Венский трамвай
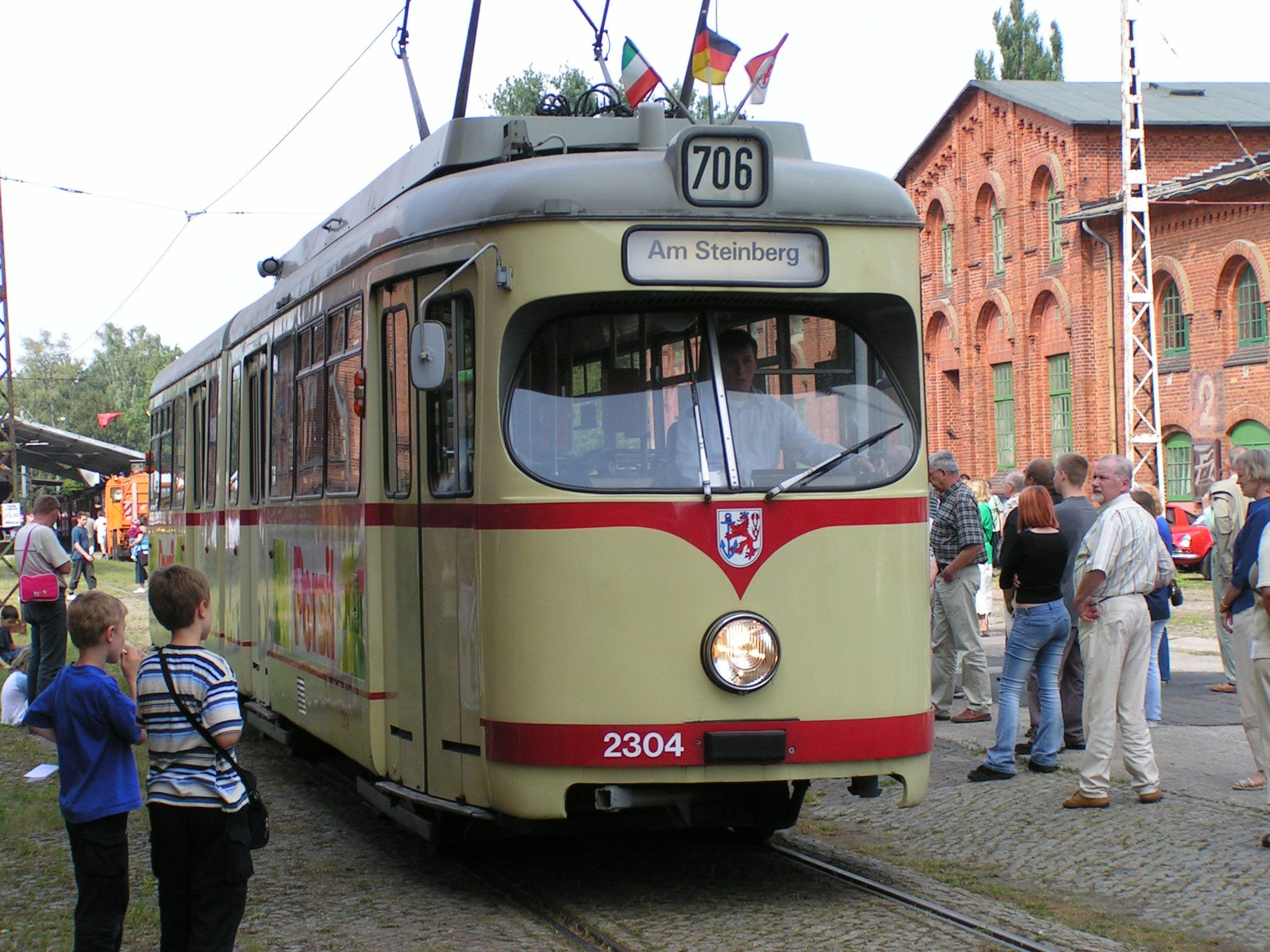
Дюссельдорфский трамвай